# Бенджаминовы колибри
Бенджаминовы колибри (лат. Urosticte) — род птиц семейства колибри. Обитает во влажных лесах склонов Анд северо-запада Южной Америки. Отличительным признаком рода являются белые кончики центральных хвостовых перьев у самцов (английское название whitetip дано по этому признаку). Поскольку центральные хвостовые перья короче внешних, их кончики выглядят как большие белые пятна в середине хвоста. У самок белые широкие кончики имеют внешние перья, образующие на хвосте белые «углы».
В настоящее время в составе рода признают два монотипических вида, вид Urosticte intermedia рассматривается как младший синоним Urosticte ruficrissa.

## Виды
Международный союз орнитологов относит к роду два вида:
- Бенджаминов колибри Urosticte benjamini (Bourcier, 1851)
- Urosticte ruficrissa Lawrence, 1864